# Gabriele Huemer
Pour les articles homonymes, voir Huemer.
Gabriele Huemer (née le 18 mars 1964) est une skieuse alpine paralympique de nationalité autrichienne. Elle a représenté l'Autriche en compétition de ski alpin paralympique aux Jeux paralympiques d'hiver de 1994 et aux Jeux paralympiques d'hiver de 2002. Elle a remporté cinq médailles : deux médailles d'or, deux d'argent et une de bronze,.

## Carrière
Aux Jeux paralympiques d'hiver de 1994 à Lillehammer, en Norvège, Huemer a participé à deux épreuves de ski alpin, remportant la médaille d'or au super-G B1-2, avec un temps de 1:18,89  et la médaille d'argent au slalom géant, B1-2. (avec un temps de 2:52.48, elle s'est placée derrière sa compatriote Elisabeth Kellner en 2:50.31 et devant l'athlète suédoise Åsa Bengtsson en 3:05.11).
Aux Jeux paralympiques d'hiver de 2002 à Salt Lake City, Huemer a remporté la médaille d'or en slalom B2-3, avec un temps de 1:50,74), une médaille d'argent en super-G B2-3, et une de bronze en descente B2-3. Elle a également participé au slalom géant B2-3, où elle n'a pas pu terminer la compétition.